# Lefschetz-Paket
In der Mathematik ist das Lefschetz-Paket (auch Hodge-Lefschetz-Paket oder Kähler-Paket) ein abstraktes Prinzip, das sich in völlig unterschiedlichen Gebieten der Mathematik anwenden lässt und in jedem dieser Gebiete die Beweise tiefliegender Vermutungen ermöglicht.

## Abstrakte Definition eines Lefschetz-Pakets
Zu einem mathematischen Objekt {\displaystyle X} wird eine graduierte Algebra {\displaystyle A^{*}(X)} mit {\displaystyle A^{0}(X)=\mathbb {R} } zugeordnet, so dass man für eine ganze Zahl {\displaystyle d} (die „Dimension“ des Objekts {\displaystyle X}) und jede ganze Zahl {\displaystyle k} folgendes hat:
- Poincaré-Dualität: einen Vektorraum-Isomorphismus

{\displaystyle PD\colon A^{k}(X)\to A^{d-k}(X)^{*}},
wobei {\displaystyle A^{*}} den zu {\displaystyle A} dualen Vektorraum bezeichnet.
- Schwerer Lefschetz-Satz: eine lineare Abbildung {\displaystyle L\colon A^{k}(X)\to A^{k+1}(X)}, so dass

{\displaystyle HL:=L^{d-2k}\colon A^{k}(X)\to A^{d-k}(X)}
ein Vektorraum-Isomorphismus ist.
- Hodge-Riemann-Relationen: die durch PD und HL gegebenen Paarung

{\displaystyle A^{k}(X)\times A^{k}(X)\to A^{d}(X)=\mathbb {R} }
ist symmetrisch sowie positiv definit auf dem Kern von {\displaystyle L^{d-2k+1}}.

## Beispiele

### Kähler-Geometrie
Sei {\displaystyle M} eine geschlossene Kähler-Mannigfaltigkeit mit Kählerform {\displaystyle \omega }. Dann wird durch die klassische Poincaré-Dualität und die durch 
{\displaystyle L(.):=\omega \wedge .}
induzierte lineare Abbildung {\displaystyle L} ein Lefschetz-Paket auf der De-Rham-Kohomologie {\displaystyle H_{dR}^{*}(M)} definiert. Dies hat zahlreiche Anwendungen in der Theorie der Kähler-Mannigfaltigkeiten, unter anderem den Hodge-Indexsatz und die Konstruktion und Eigenschaften von Periodenabbildungen.
Weiterhin definiert die Einschränkung von {\displaystyle L} auch ein Lefschetz-Paket auf der Dolbeault-Kohomologie {\displaystyle \textstyle \bigoplus _{k}H^{k,k}(M)}. 
Allgemeiner kann man zu komplexen projektiven Varietäten {\displaystyle X} ihre Schnittkohomologie betrachten und erhält dann ebenfalls eine Lefschetz-Zerlegung auf {\displaystyle \bigoplus _{k}H^{k,k}(X)}.

### Algebraische Geometrie
Sei {\displaystyle X} eine algebraische Varietät. Grothendiecks Standardvermutungen besagen, dass man ein Lefschetz-Paket auf dem Vektorraum der algebraischen Zykel moduli homologischer Äquivalenz hat. Sie sind unbewiesen. Aus den Standardvermutungen folgen die von Deligne mit anderen Methoden bewiesenen Weil-Vermutungen.

### Polytope und triangulierte Sphären
Die kombinatorische Schnittkohomologie eines konvexen Polytops hat ein Lefschetz-Paket. Mit dem schweren Lefschetz-Satz bewies Stanley die g-Vermutung für simpliziale Polytope. Kalle Karu erweiterte dies auf allgemeine Polytope, und Adiprasito zeigte die g-Vermutung für triangulierte Sphären. Aus den Hodge-Riemann-Relationen folgt die Alexandrov-Fenchel-Ungleichung.

### Darstellungstheorie
Soergelsche Bimoduln haben ein Lefschetz-Paket. Daraus folgt die Positivität der Koeffizienten der Kazhdan-Lusztig-Polynome sowie ein algebraischer Beweis (Geordie Williamson, Ben Elias) der zuvor von Beilinson-Bernstein, Brylinski-Kashiwara und später Soergel mit anderen Methoden bewiesenen Kazhdan-Lusztig-Vermutung, einer Charakterformel für Darstellungen höchsten Gewichts.

### Matroide
Der Chow-Ring eines Matroids hat ein Lefschetz-Paket. Aus den Hodge-Riemann-Relationen folgt, dass die Folge der Koeffizienten des chromatischen Polynoms des Matroids log-konkav und damit unimodal ist. Für eine Folge reeller Zahlen {\displaystyle a_{i}} bedeutet log-konkav, dass für die Folgenglieder {\displaystyle a_{i+1}a_{i-1}\leq a_{i}^{2}} gilt, und unimodular, dass es ein Folgenglied {\displaystyle a_{k}} gibt, so dass (die Folge bestehe aus n Folgengliedern) {\displaystyle a_{1}\leq \cdots \leq a_{k-1}\leq a_{k}\geq a_{k+1}\geq \cdots \geq a_{n}}, das heißt sie hat ein Maximum und ist ansonsten auf der einen Seite monoton fallend und auf der anderen monoton steigend. Diese Eigenschaften gelten insbesondere für die Koeffizienten des chromatischen Polynoms von Graphen, eine Vermutung von Ronald C. Read, die June Huh vor dem Beweis des allgemeineren Falls der Matroide bewiesen hat.